# سیلوین دیدوت
سیلوین دیدوت (انگلیسی: Sylvain Didot؛ زادهٔ ۸ اکتبر ۱۹۷۵) بازیکن فوتبال اهل فرانسه است.
از باشگاه‌هایی که در آن بازی کرده‌است می‌توان به باشگاه فوتبال استاد رنس، باشگاه فوتبال گنگام، باشگاه فوتبال استاد برستوا ۲۹، و باشگاه فوتبال تولوز اشاره کرد.